# Kdump
kdump是Linux内核的一个功能，可在发生内核错误时创建核心转储。当被触发时，kdump会导出一个内存映像（也称为vmcore），该映像可用于调试和确定崩溃的原因。 主内存的转储映像作为可执行与可链接格式（ELF）对象导出，可以在处理内核崩溃时通过/proc/vmcore直接访问，也可以自动保存到本地可访问的文件系统、 裸设备或通过网络访问的远程系统。

## 内部

一个“双核”布局，kdump使用kexec来启动另一个内核并获得内存转储。

在内核崩溃的情况下，kdump通过引导另一个Linux内核（称为转储捕获内核）并使用它来导出和保存内存转储来保持系统一致性。因此，系统将会启动到一个干净、可靠的环境，而不是依赖已经崩溃的内核，（继续使用已崩溃的内核）这可能会导致各种问题，例如在写入内存转储文件时导致文件系统损坏。为了实现这个“双内核”布局，kdump在内核崩溃后立即使用kexec引导到转储捕获内核，使用kexec引导“覆盖”当前运行的内核，同时避免执行bootloader和硬件初始化系统固件（BIOS或UEFI）。转储捕获内核可以是专门为此目的而构建的单独的Linux内核映像，也可以在支持可重定位内核的系统架构上重用主内核映像。:5–6
通过预先保留少量RAM来引导并运行转储捕获内核时，主内存（RAM）的内容得以保留，转储捕获内核预先加载到此内存中，因此主内核使用的RAM都不是在处理内核崩溃时被覆盖。这些保留的RAM仅由转储捕获内核使用，在正常系统操作期间未被使用。某些架构（包括x86和ppc64）需要RAM的一个小的固定位置部分来引导内核，而不管它在哪里加载；在这种情况下，kexec会创建该部分RAM的副本，以便转储捕获内核也可以访问它。RAM保留部分的大小和可选位置通过内核启动参数crashkernel指定，并且在主内核启动之后使用kexec控制台应用程序来将转储捕获内核映像及其关联的initrd映像预加载到保留部分的RAM。
除了作为Linux内核一部分的功能外，其他用户空间实用程序也支持kdump机制，包括上述的kexec实用程序。 除了作为kexec用户空间实用程序套件的补丁提供的官方实用程序外，某些Linux发行版还提供了其他实用程序，可简化kdump操作的配置，包括自动保存内存转储文件的设置。 可以使用GNU Debugger（gdb）或Red Hat的专用崩溃实用程序分析创建的内存转储文件。

## 历史
kdump功能与kexec一起被合并到内核版本2.6.13的Linux内核主线中，该版本于2005年8月29日发布